# Ptilope casqué
Ptilinopus insolitus
Espèce
Statut de conservation UICN

 LC  : Préoccupation mineure
Le Ptilope casqué (Ptilinopus insolitus) est une espèce d’oiseaux appartenant à la famille des Columbidae.
Cet oiseau peuple l'archipel Bismarck.